# 浅井信雄
浅井 信雄（あさい のぶお、1935年6月23日 - 2015年3月6日）は、日本の国際ジャーナリスト。三桂所属。

## 経歴
新潟県長岡市出身。新潟県立長岡高等学校、東京外国語大学インド・パーキスターン語学科卒。
1958年読売新聞社入社。海外特派員としてジャカルタ、ニューデリー、カイロ各特派員を経て、1978年から1981年までワシントン支局長。1981年に読売新聞社を退社。
その後はジョージタウン大学研究員、野村総合研究所在米コンサルタント、1983年に東京大学、東京外国語大学各講師、三菱総合研究所研究員、財団法人中東調査会理事を歴任。
1987年から1998年まで、神戸市外国語大学国際関係学科教授（国際政治学）。
2015年3月6日、前立腺癌のため静岡県内の病院で死去。79歳没。湘南在住であった。喪主は妻が務めた1。

## 人物
- TBSの『サンデーモーニング』に隔週出演し、主に国際情勢に関する事柄を中心に発言していた。日本社会に対しては「民主主義の必要性」や「平和主義」をたびたび説いてきた[6]。
- 自他共に認める横浜DeNAベイスターズの熱狂的ファン[3]。『サンデーモーニング』でもチームを叱咤激励することもあった[7]。

## 出演
- おはよう!ナイスデイ
- 情報プレゼンター とくダネ!
- ちちんぷいぷい
- サンデーモーニング
- TVグラフィックおしゃべりトマト
- 朝のファンファーレ

## 著書
- 『中東への視角』日本放送出版協会 NHK市民大学 1986
- 『中東を読むキイワード』講談社現代新書 1987
- 『中東を動かすものは何か 情報分析からの洞察』日本放送出版協会 1988
- 『ミステリーと虚構の国際政治』時事通信社 現代を読む　1992
- 『民族世界地図』新潮社 1993　のち文庫
- 『アメリカ50州を読む地図』新潮社 1994　のち文庫
- 『されど、神戸』編・著　近代文芸社 1997
- 『マカオ物語』新潮選書　1997
- 『東南アジアを読む地図』新潮社 1999
- 『アジア情勢を読む地図』新潮文庫　2001
- 『民族世界地図 最新版』新潮社 2002　のち文庫
- 『四〇〇字で読む世界情勢』青春出版社プレイブックスインテリジェンス 2004
- 『世界のニュースがだんぜん面白くなる本 国際政治学者浅井信雄と読む 最新世界情勢がわかる』海竜社 2005
- 『日本の本当の順位 世界レベルで見た我が国の姿』アスキー新書　2007
- 『米中が鍵を握る東アジア情勢』青春新書インテリジェンス　2007
- 『変わる中国を読む50のキーワード』青春新書INTELLIGENCE 2012

### 翻訳
- エドワード・W・サイード『イスラム報道 ニュースはいかにつくられるか』佐藤成文共訳 みすず書房 1986
  - のち岡真理が訳者に加わり増補版